# Pont de la Libération
Le pont de la Libération est un pont enjambant la Sambre à Namur, reliant la ville au lieu-dit de Salzinnes.